# UNIR/PS
De UNIR/PS (L'Union pour la renaissance/Parti sankariste, tot maart 2009 UNIR/MS L'Union pour la renaissance/Mouvement sankariste) is een politieke partij in Burkina Faso. Ze stelt zich als doel de door de voormalige president Thomas Sankara ingezette politieke hervormingen weer op te waarderen.

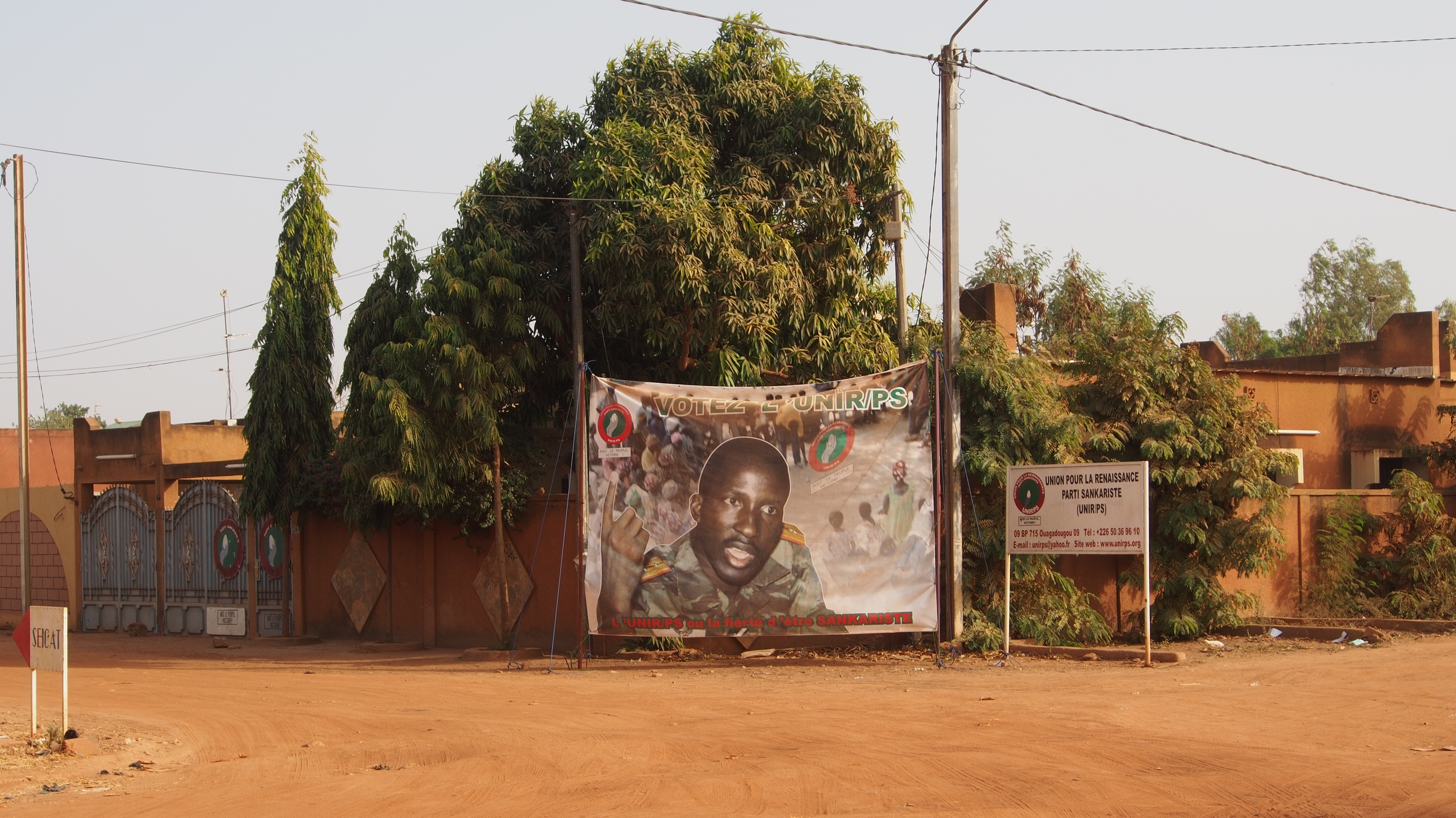
Hoofdkwartier

Tijdens de laatste parlementsverkiezingen van 2007 behaalde ze 4 van de 111 zetels. Partijvoorzitter Bénéwendé Stanislas Sankara behaalde de tweede plaats bij de presidentsverkiezingen van 2005.